# Eckardt Suhl
Eckardt Suhl (ur. 20 kwietnia 1943 w Hamburgu) – niemiecki hokeista na trawie, złoty medalista olimpijski z Monachium.
Reprezentował barwy RFN. Brał udział w dwóch igrzyskach (IO 68, IO 72). Największy sukces w karierze odniósł w 1972 przed własną publicznością, kiedy to wywalczył złoty medal olimpijski. Łącznie rozegrał w kadrze 47 spotkania, w latach 1965-1972.